# 中ノ鳥島
中ノ鳥島（なかのとりしま、英: Ganges Island）は、北緯30度05分 東経154度02分 / 北緯30.083度 東経154.033度座標: 北緯30度05分 東経154度02分 / 北緯30.083度 東経154.033度に存在したとされていた疑存島である。別名「ガンジス島」。また、近傍には「ガンジス礁」もあったとされる。
自然科学の観点から見れば実在したとは考えられないが、日本の領土として正式に認定されていた時期がある点で、世界各地の「伝承における幻の島」「伝説の島」とは一線を画する。
海図等では「中ノ鳥島」の表記が用いられたが、日本政府の発する命令（政令・省令等）では「中鳥島」の表記が多く用いられた（日本国憲法下での官報掲載例は前者2件、後者27件）。

## 概歴

### アメリカ人による「発見」
「ガンジス島」の名称は、おそらくこの島を発見したとされる捕鯨船ガンジス号に由来する。この船は1815年から1851年の間に太平洋を航海し、いくつもの島を発見している。ガンジス島の「発見」は次の3つの航海のどれかと思われる。1815年8月から1817年10月（アイザイア・レイ船長）、1818年6月から1821年6月（アイザイア・レイ船長）、または1821年8月から1824年3月（ジョシュア・コフィン船長）。
ナサニエル・ボーディッチが書いた現代航海術のテキスト「ボーディッチ航海術書」の1832年版には北緯30度45分 東経154度25分 / 北緯30.750度 東経154.417度と記されている。アメリカの探検家ジェレミア・レイノルズも1841年に同じ位置を示しており、さらに、北緯31度 東経155度 / 北緯31度 東経155度にあるとされた島も同じものであると信じていた。イギリスの地理学者アレクサンダー・ジョージ・フィンドレイは著書の中で、座標北緯31度30分 東経154度0分 / 北緯31.500度 東経154.000度と北緯30度47分 東経154度20分 / 北緯30.783度 東経154.333度、さらにガンジス礁として北緯30度47分 東経154度20分 / 北緯30.783度 東経154.333度をあげつつも「疑わしい」と記している。
「ボーディッチ航海術書」の記述は1880年版まで掲載されたが、1888年版で削除された。1875年にアメリカ海軍が大規模な改定を行い、ガンジス島はその他の島と共に削除された。

### 日本人による「再発見」

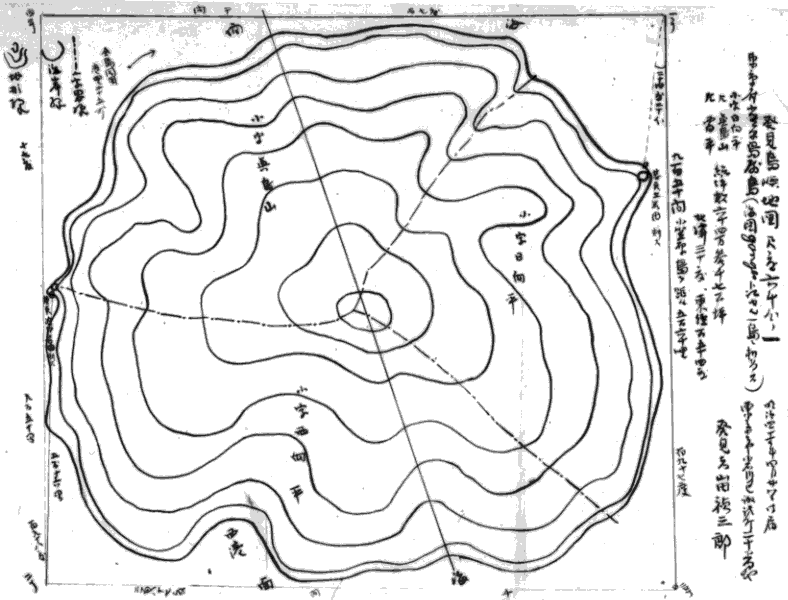
山田禎三郎が報告した「ガンジス島」の地図

1907年（明治40年）8月、東京市小石川区諏訪町（現在の東京都文京区後楽）の山田禎三郎が、東京府小笠原島から560浬の位置に島嶼を発見、上陸して探検、測量まで試みたとされる。
これより以前に、日本の南東海上に未確定ながら「ガンジス島」なる島があるとの情報があり、当時の海軍省水路部が記した『日本水路誌』にも「小笠原島人ハ曾テ數回之カ探檢ニ從事シタルモ遂ニ之ヲ認メタルコトナシト云ヘリ海圖上ニハP.D符ヲ置クト雖其實有無未定ナルカ如シ航者宜ク警戒スヘシ」との注記付ではあるが、北緯30度47分 東経154度15分 / 北緯30.783度 東経154.250度にガンヂス島、北緯30度47分 東経154度16分 / 北緯30.783度 東経154.267度に礁があるとされていた。山田は発見した島を「ガンジス島」に比定し、1908年（明治41年）4月28日に「小笠原島所属島嶼発見届」と島の地図を添えて小笠原島庁へ発見の報告を行った。この報告を基に、東京府知事阿部浩から内務大臣原敬に宛てて提出された「新島嶼ノ行政区割ニ関シ上申」に付属する「小笠原島所属島嶼発見届」によると、島は外周1里25町（約6.67 km）、面積64万3700坪（約2.13 km2）、サンゴ礁と思われる植生もあった。また、島にはグアノが積もってできるリン鉱石で覆われており、これは当時、火薬原料や肥料として重要視されるものであった。なお、山田の発見届には、島の位置（北緯30度05分 東経154度02分 / 北緯30.083度 東経154.033度であるとする）と島から小笠原諸島までの距離が一致しない、アホウドリの飛来しない時期であったのにアホウドリが数百万羽いたとするなどおかしな点が多々ある。
山田はこの島を開発するため日本による領有を訴え、1908年（明治41年）7月22日の閣議決定により「中ノ鳥島」と名付けられ、日本領に編入された。山田が発見した島は海図の「ガンジスアイランド」に相当すると届けられたが、『日本水路誌』のガンジス島の位置とは異なるため「其ノ位置ニハ多少ノ差異アルニ依リ他日確定スルノ必要アルヘキ」と後日確定する必要があるとしながらも「帝国ノ版図ニ属スヘキハ論ナキ」として日本領に属するのは当然とされた。
しかし、中ノ鳥島はそれ以来再び発見することができず、特に大正時代には周辺海域を大規模に探索したが、全く発見できなかった。1913年（大正2年）、「吉岡丸」なる船が中ノ鳥島開拓に向かったが、島を発見できずに終わっている。1927年（昭和2年）9月には通報艦「満州」による調査が行われたが、島は発見されていない。こうして暗黙のうちに実在しないということでガンジス礁とともに1943年（昭和18年）の海軍水路告示により日本海軍の機密水路図誌から削除された。
第二次世界大戦後の1946年（昭和21年）1月29日、連合国軍総司令部から「日本」の範囲についての訓令（SCAPIN第677号）が出されたが、第3項に「中ノ鳥島」が含まれており、アメリカ側では未確定のままとしていた（SCAPIN第677号の目的に於ける日本の範囲を意味するもので、日本領の範囲を示すものではない）。
1946年（昭和21年）11月22日の水路告示第46号において「中ノ鳥島及ビソノ北方約14浬ニ圖載シテアル疑存礁ハ精測ノ結果存在シテイナイコトガ認メラレタ」として、不存在として一般の水路図誌からも削除されることとなった。
中ノ鳥島の記述は告示に従い順次削除されたが、改正されていない水路図や地図は依然として民間で流通しており、1953年（昭和28年）に出版された『高等新地図』（地勢社）に描かれるなど、新規発行の地図にも記載されたことがある。

## ギャラリー
中ノ鳥島（ガンジス島）を記した地図
- ガンジス島（Ganges）を記したドイツの地図（1855年）
- ガンジス島（Ganges I.）を記したベルギーの地図（1883年）
- アンソン諸島（英語版）のガンジス島（Ganges I.）を記したドイツの地図（1891年）
- ガンジス島（Ganges-I.）を記したドイツの地図（1932年）

## 実在の真偽
実際に島があったものが水没したのか、元々存在せずに山田が他の島と勘違いし、あるいは捏造したのかは不明である。山田が本当に探検したかも疑う余地が大いにあるが、そうであれば山田がこれほど壮大な嘘をでっち上げた理由が謎となる。

### 詐欺話説
このような「幻の島」が「発見」された理由については、仮説の一つとして「詐欺話ででっち上げられた」という説がある。
その概要は以下の通りである。
中ノ鳥島の発見報告書には「高純度の燐鉱石が大量に存在する」「（羽毛を取ることのできる）アホウドリが多数生息している」という記述がある。これらは当時商品価値の高いものであり、実際に山田の名義でこれらの事業を実行する許可を求めている。当時沖大東島（ラサ島）においても燐鉱石が採掘され、開発者に莫大な利益をもたらしていることと照らし合わせても、中ノ鳥島はあまりに都合のよい「もうかる島」だといえる。
ところが、この絶海の孤島を開発するためには多額の初期投資が必要なことも確かである。従って「島の開発資金を集めるという名目で詐欺話を企てた」との推測が可能である。話に信憑性を持たせないと投資家が資金を出すことはないので、国に申し出て国土として認定を受けたと考えることができる。また、山田自身も過去の経歴や記録を見れば探検航海に出たとは考えにくく、「詐欺話に信憑性を持たせるため、それなりに信頼のおける者」として詐欺師が担ぎ出したと考えるとつじつまが合う（信頼性のありそうな者を担ぎ出すのは詐欺師の常套手段である）。
大正期に中ノ鳥島の開発を目指し、船を派遣した大阪の実業家の談話によると、山田は島開発のために組合を設立し、国から燐鉱採掘権を得られた。しかし組合員の一人にその権利を独り占めにされ、その人もある事件（1902年秋発覚の教科書疑獄事件）で投獄されて採掘権もやがて期限切れとなったと、当時の「大阪朝日新聞」に記載されている。

### 存在の可能性
中ノ鳥島があったとされる海域の水深はおよそ5,000 m、また火山帯からも外れており、島があったとしても、それがすぐに消えてしまうとは考えにくい。座標から北東に500 kmほど離れた位置には水深約1,400 mに頂上を持つ高さ4,000 m級の海山（タム山塊）が存在し、これがかつて島であった可能性もないわけではないが、明治末期以降の数十年という短期間で海面下1,400 mまで水没したとすれば、大規模な地殻変動か山体崩壊が起きたことになる。その場合、大津波が日本列島を含めた太平洋沿岸まで到達すると思われるが、そのような記録は無く、中ノ鳥島の存在を裏づけるには説得力に欠ける。
小笠原諸島には「山田禎三郎がこの島と勘違いしたのではないか」という島もいくつか存在し、最東端の南鳥島（ただし、当時は人が居住しており、地形も発見報告と異なる）もそのひとつである。ほかには、当時火山活動によって島ができては海没していた新硫黄島（福徳岡ノ場）というのもあるが、そのような性質の島であれば、地形的にも記録にあるような比較的平坦なものにはなり難く、まして燐鉱石や潅木も存在しえず、結局勘違いなのか、でっち上げなのか、今となっては不明である。
日本近海の太平洋海域はこの手の幽霊島の宝庫で、南鳥島の南西約400 kmに存在したとされるロス・ジャルディン諸島などは典型的な例である。16世紀に発見報告があって以来海図に載り続け、最終的に不存在とされたのは、中ノ鳥島が不存在と確定した更に後の1972年（昭和47年）のことであった。

## 日本政府の見解
1998年（平成10年）4月7日の参議院総務委員会で村岡兼造内閣官房長官は中ノ鳥島についての質問に対して「四十一年の七月に閣議決定をいたしまして、『自今該島ヲ中ノ鳥島ト名ケ東京府小笠原島庁ノ所管ト為サムトス』と。十八年には『機密水路図誌ヨリ之ヲ削除スル』、二十一年には『中ノ鳥島不存在』、『精測ノ結果存在シテイナイコトガ認メラレタ』、こうなっております。したがって、中ノ鳥島の存在は現在確認されておりません。」と述べた。